# Kairi
Kairi est un personnage de fiction de la saga de jeux vidéos Kingdom Hearts et introduit dans Kingdom Hearts premier du nom. Membre du trio originel composé de Sora, Riku et d'elle-même et septième princesse de cœur pure pouvant manier la keyblade, elle est la victime des attaques de Xenahort et de ses autres formes comme Xemnas, son simili et chef de l'Organisation XIII, ou encore Ansem ainsi que de Maléfique. Sa Keyblade se nomme L'appel du destin et est visible dès que Riku la lui confit dans Kingdom Hearts II.

## Biographie

### Kingdom Hearts: Birth by Sleep
Dans les trois histoires proposées dans Kingdom Hearts: Birth by Sleep, il faudra incarner le personnage d'Aqua afin d'apercevoir le personnage de Kairi, encore plus jeune que dans Kingdom Hearts, dans les Jardins Radieux. Ainsi, Aqua découvrit que Kairi était l'une des sept princesses de cœur pure et qu'elle devait la protéger de son ami Terra, ce dernier ayant déjà ôté le cœur de la princesse Aurore à cause d'un sort de Maléfique.
Par le biais d'Aqua et de sa nouvelle connaissance le roi Mickey, on apprend que Kairi est originaire de ce monde, et de plus, qu'Aqua est à l'origine du sortilège liant le cœur de Kairi à celui de Sora, ce sortilège qui lui sauva la vie dans Kingdom Hearts premier du nom.

### Kingdom Hearts
Le jeu débute sur L'île du destin dans lequel nous retrouvons Kairi ainsi que ses deux amis Sora et Riku, avant la destruction de l'île par le Darkside. Sora se retrouva seul dans la ville de Traverse, tandis que Riku se retrouva perdue à la Forteresse Oubliée, et que Kairi était portée disparue. Très vite elle fut retrouvée par Riku et sa nouvelle acolyte Maléfique, mais elle ne demeurait qu'un corps sans vie. 
Il faudra attendre le Pays Imaginaire, le monde de Peter Pan, avant que Sora, Donald et Dingo ne la retrouve. 
Riku fugua avec elle et attendit son rival Sora dans la Forteresse Oubliée, où il révéla à ce dernier la vérité à propos de Kairi, que cette dernière est une des sept princesses de cœur pure et que son cœur demeure à l'intérieur même de Sora. Ce dernier se sacrifia afin de libérer le cœur de Kairi et se transforma en Sans-cœur. Il fut libéré finalement grâce à elle et leur amitié et prirent la fuite ensemble jusque Traverse. Après une cinématique nous montrant un dialogue entre Sora et Kairi, Sora obtient le porte bonheur en coquillages de Kairi en forme de Paopu ainsi que la keyblade Tendre Promesse. Il reprit la route avec Donald et Dingo afin d'affronter Ansem, l'une des nombreuses formes de Xehanort ayant en réalité prit possession de Riku. 
Après ce combat étant le combat final du jeu, Riku décida de rester du côté des ténèbres, mais Sora partit à sa recherche, ainsi Kairi et lui-même se dirent au revoir. Kairi assista à la reconstitution de L'île du Destin, où elle y attendit le retour de Sora.

### Kingdom Hearts: Chain of Memories
Dans cet opus, il est très rare d'apercevoir Kairi car elle fut remplacée dans la mémoire de Sora par une mystérieuse jeune fille répondant au nom de Naminé. Mais une fois une partie de ses souvenirs retrouvé après de nombreux combats contre certains membres de l'Organisation XIII, il se souvint d'elle est fut plongé dans le sommeil par Naminé, afin que cette dernière lui rende sa mémoire. En le plongeant dans le sommeil il libéra ainsi Roxas, de la prison du manoir, ce dernier remontant à la surface sans souvenir de qui il est, et fut enrôlé dans l'Organisation XIII en tant que numéro 13.

### Kingdom Hearts: 358/2 Days
Après que Roxas ait rejoint l'Organisation XIII, ce dernier fut submergé par les souvenirs de son prédécesseur Sora, il vit ainsi Kairi dans des souvenirs fracturés et incomplets, avant l'arrivée de Xion, la numéro 14 de l'Organisation XIII, capable comme Roxas de manier la keyblade Chaîne Royale, la keyblade de Sora. Se liant vite d'amitié avec Roxas ainsi qu'avec le meilleur ami de ce dernier, le numéro 8 de l'Organisation XIII répondant au nom d'Axel, ils formeront finalement un trio, partageant des glaces à l'eau de mer sur le clocher de la gare dans la Cité du Crepuscule. Ne montrant au départ pas son visage, elle finira par laisser tomber sa capuche afin de dévoiler le visage de Kairi, à la seule différence de ses cheveux auburn contrairement aux cheveux noirs de Xion. 
Xion rencontra finalement Naminé et compris qu'elle était tout comme Roxas une partie de Sora, une partie des souvenirs que Sora avait de Kairi, expliquant ainsi la ressemblance frappante entre les deux jeunes filles. Xion comprit l'importance du retour de Sora, et se sacrifia donc. Elle mourra finalement dans les bras de son meilleur ami Roxas, entraînant ainsi le départ de Roxas qui quitta l'Organisation XIII, et oublia ainsi son histoire dans l'Organisation, ses souvenirs de Xion et Axel, et démarra une nouvelle vie à la cité du crépuscule avec ses nouveaux amis Hayner, Pence et Olette.

### Kingdom Hearts II
Nous incarnons premièrement Roxas, le simili de Sora, habitant à la Cité du Crépuscule avec ses amis Hayner, Pence et Olette. Mais malheureusement, Sora et son simili ne peuvent coexister, et le retour de Sora étant primordial, il reçut l'aide de Naminé, une jeune fille qu'il rencontra peu avant et qui lui révéla qu'il pouvait manier la keyblade. Selon elle, il devrait disparaître afin que Sora retrouve ses souvenirs demeurant à l'intérieur de Roxas, et qu'il puisse ainsi se réveiller de son sommeil dans lequel il fut plongé à la fin de Kingdom Hearts: Chain of Memories, et reprendre sa lutte contre les sans-cœurs et une nouvelle menace, l'Organisation XIII. Mais ce dernier refusa, désireux de vivre. C'est avec des souvenirs de Sora de Kairi que ce dernier cédât, et laissa finalement le protagoniste de Kingdom Hearts premier du nom reprendre sa place. Nous incarnons ensuite Sora, un an après les événements de Kingdom Hearts, Kingdom Hearts: Chain of Memories et Kingdom Hearts: 358/2 Days.
Après Kingdom Hearts, Kairi attendit Sora sur L'île du Destin pendant un an et lui écrivit même une lettre. Jusque sa rencontre avec Axel, qu'elle fuit avant de se retrouver à la Cité du Crépuscule, entourée d'Hayner, Pence et Olette. Elle fut finalement capturée par Axel peu avant l'arrivée de Sora, et se retrouva emprisonné à Illusiopolis jusqu'à sa libération par Naminé, qui s'avère être nulle autre que sa simili, sa double. Elle se retrouva face à Sora, se battant contre Saix, et fut encerclée de sans-cœurs avant d'être secourue par Riku, apparaissant étrangement aux yeux de tous sous les traits d'Ansem. Ce fut à cet instant qu'il lui confia sa keyblade L'appel du Destin. Elle fusionna finalement avec Naminé, provoquant ainsi la disparition de cette dernière, Sora fut de même avec Roxas avant sa bataille au côté de Riku contre Xemnas. Les deux personnages parvinrent à le vaincre, mais se retrouvèrent coincés dans les ténèbres. Finalement, une porte de la lumière s'ouvrît après que Sora ait reçu la lettre de Kairi, et ainsi lui-même et Riku purent la retrouver sur L'île du destin.

### Kingdom Hearts: Coded
Kairi nous apparaît dans des cinématiques identiques à celles de Kingdom Hearts, le jeu retraçant les aventures de Sora, afin de comprendre un mystérieux message dans le journal de Jiminy: "Remercier Naminé". Afin de résoudre ce mystère, le roi Mickey, Donald et Dingo, formèrent une version numérique de Sora, afin qu'il retrace leurs aventures et ainsi comprendre d'où viendrait l'anomalie laissée par le message.
On apprend que ce message est laissé par Sora à la fin de Kingdom Hearts: Chain of Memories, afin qu'il n'oublie pas que Naminé lui a sauvé la vie.

### Kingdom Hearts: Dream Drop Distance
Nous voyons Kairi à la Tour Mystérieuse au côté de Maître Yen Sid, maître du roi Mickey à l'époque de Kingdom Hearts: Birth by Sleep, ainsi que de ce dernier et de Riku. Elle apprit qu'elle apprendra à manier la keyblade au côté de Lea, dont elle se méfiait mais finit par lui faire confiance après avoir appris que ce dernier était désormais de leur côté.

### Kingdom Hearts III
Pendant la première partie du jeu, Kairi s'entraine avec Lea à manier la Keyblade. Lors du combat final contre la Véritable Organisation XIII, les Gardiens de la Lumière se firent tué par Terra-Xehanort. Seul l'âme de Sora survécu, et se retrouva dans le Monde Final. Après avoir rassemblé les fragments de son corps, il utilisa le "Pouvoir de l'Eveil" afin de ramener les Gardiens à la vie, et Sora finira par revenir à la Nécropole des Keyblades, quelques instants avant que Terra-Xehanort ne les tuent, tout ça grâce à la "lumière" de Kairi. 
Ensuite, Kairi, Lea et Sora affrontent Saïx, Xion et Xemnas. Elle se fera kidnappé par ce dernier. Une fois tous les membres de la Véritable Organisation vaincu, il ne resta plus que Maître Xehanort. Il tue alors Kairi, lui permettant de forger la X-Blade et d'accéder au Kingdom Hearts. Sora, fou de rage, combattit une dernière fois Maître Xehanort, et une fois vaincu, il utilisa à nouveau son "Pouvoir de l'Eveil" pour ramener Kairi à la vie. Cependant, pour avoir abusé de son pouvoir, c'est Sora qui en payera le prix, et à la fin du jeu, on le verra disparaître, laissant Kairi en larmes sur les Iles du Destin.